# ميخائيل إل. فيلان
ميخائيل إل. فيلان هو قاضي كندي، ولد في 8 يونيو 1947.